# 美崎しのぶ
美崎しのぶ（みさき しのぶ）は、日本の女性歌手。PACHANGAのボーカルを務める。「美咲しのぶ」と表記されることがあるが、正しくは「美崎しのぶ」である。

## 概要
- 1999年5月28日にLeafから発売されたPCゲームソフト『こみっくパーティ』に主題歌ボーカルとして参加。
- 2000年1月28日にフィックスレコードから発売された「LEAF VOCAL COLLECTION VOL.1」に参加。
- 2002年にゴーゴー木村とともにロックバンドPACHANGAを結成。バンドボーカルとしての活動を開始する。
- 2003年1月30日にAQUAPLUSから発売されたXboxソフト『テネレッツァ』に主題歌ボーカルとして参加。
- 2003年11月28日にAQUAPLUSから発売された「LEAF VOCAL COLLECTION VOL.3」に参加。

## 作品
PACHANGAボーカルとしての参加作品は、本稿では記述しない。
LEAF VOCAL COLLECTION Vol.1 (AQUAPLUS VOCAL COLLECTION Vol.1)
- Breand-New Heart

PCゲームソフト『To Heart』オープニングテーマ。
- あたらしい予感

PCゲームソフト『To Heart』エンディングテーマ。
- あなたの横顔

PCゲームソフト『To Heart』劇中BGMのボーカルアレンジ。
- As time goes by

PCゲームソフト『こみっくパーティ』オープニングテーマ。
- 恋わずらい

PCゲームソフト『こみっくパーティ』エンディングテーマ。
LEAF VOCAL COLLECTION Vol.3 (AQUAPLUS VOCAL COLLECTION Vol.3)
- 旅の途中で

Xboxソフト『テネレッツァエンディングテーマ。
- E JUNK

PCゲームソフト『Routes』劇中BGMのボーカルアレンジ。